# Лемън Гроув (Калифорния)
Лемън Гроув (на английски: Lemon Grove в превод "Лимонова горичка") е град в окръг Сан Диего в щата Калифорния, САЩ. Лемън Гроув е с население от 24 918 жители и обща площ от 9,80 км² (3,80 мили²). Лемън Гроув получава статут на град на 1 юли 1977 г. Името на града идва от това, че в началото на 20 век в него са засадени много лимонови и портокалови дървата. В града е издигната 3-метрова статуя на лимон. Лемън Гроув се намира на 13,71 км (8,57 мили) на изток от Сан Диего.